# Archipiélago de Oskarshamn
El archipiélago de Oskarshamn (en sueco: Oskarshamns skärgård) es un conjunto de islas e islotes en el mar Báltico, situado en el sureste de Suecia dentro de las fronteras del municipio de Oskarshamn.
El archipiélago se extiende unos 55 kilómetros en dirección norte-sur, con una cadena de islas a lo largo de la costa de Småland. El archipiélago consta de unas 5.500 islas e islotes. La mayoría de las islas se componen de roca de granito. El lecho de roca se ha formado y suavizado por los glaciares al final de la última glaciación, hace unos 11.000 años. La isla más grande, Runnö, se encuentra en la parte sur del archipiélago. Otras islas más grandes son Blå Jungfrun (parque nacional), Furo, Storo, Eko y Vino.